# Chiesa di San Ferdinando (Livorno)
La chiesa di San Ferdinando, detta popolarmente Crocetta, è una delle più interessanti chiese di Livorno dal punto di vista storico ed artistico.
Incastonata nel quartiere della Venezia Nuova, a lato della piazza del Luogo Pio, rappresenta un esempio di architettura barocca del primo Settecento. A pochi metri sorgeva la scomparsa chiesa di Sant'Anna.

## Storia

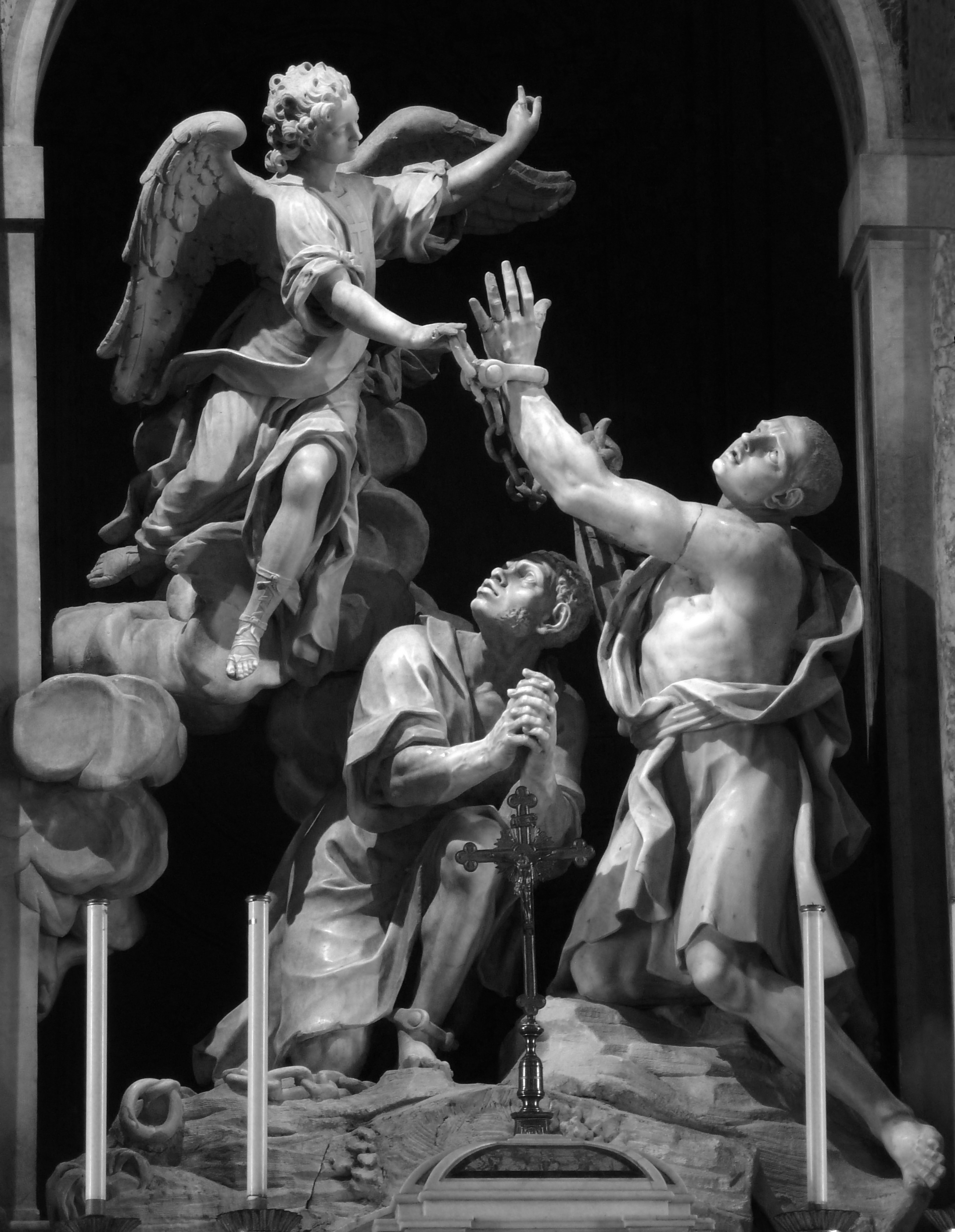
La Visione di San Giovanni di Matha (fondatore dei Trinitari) o Gli schiavi liberati, di Giovanni Baratta

La chiesa fu iniziata nel 1707 su progetto di Giovan Battista Foggini e conclusa dopo quasi dieci anni di lavori da Giovanni del Fantasia (1716), autore peraltro della vicina chiesa del Luogo Pio e della maestosa Santa Caterina.
Il tempio fu intitolato a San Ferdinando Re, nome scelto per riconoscenza verso il principe Ferdinando, figlio del Granduca Cosimo III, che ne aveva fortemente caldeggiato la costruzione. L'edificio religioso fu affidato quindi all'opera dei Trinitari, la cui missione era quella di raccogliere fondi per la liberazione degli schiavi.
Inoltre, nei pressi della chiesa di San Ferdinando esisteva, sin dal Seicento, un piccolo luogo di culto progettato da Giovanni Battista Santi e dedicato alla Natività di Maria e a Sant'Anna. La chiesa, pericolante, fu chiusa nel 1862, mentre i suoi arredi sacri furono assegnati ai Padri Trinitari. L'intero complesso venne distrutto nei primi anni del Novecento a seguito di un'opera di risanamento del quartiere.
Successivamente, durante la seconda guerra mondiale, Livorno ed il quartiere della Venezia Nuova furono duramente colpiti dai bombardamenti degli Alleati; le bombe colpirono anche le cappelle disposte alla sinistra dell'ingresso, mentre gli attigui locali ed il campanile vennero rasi al suolo e quindi ricostruiti.

## Descrizione

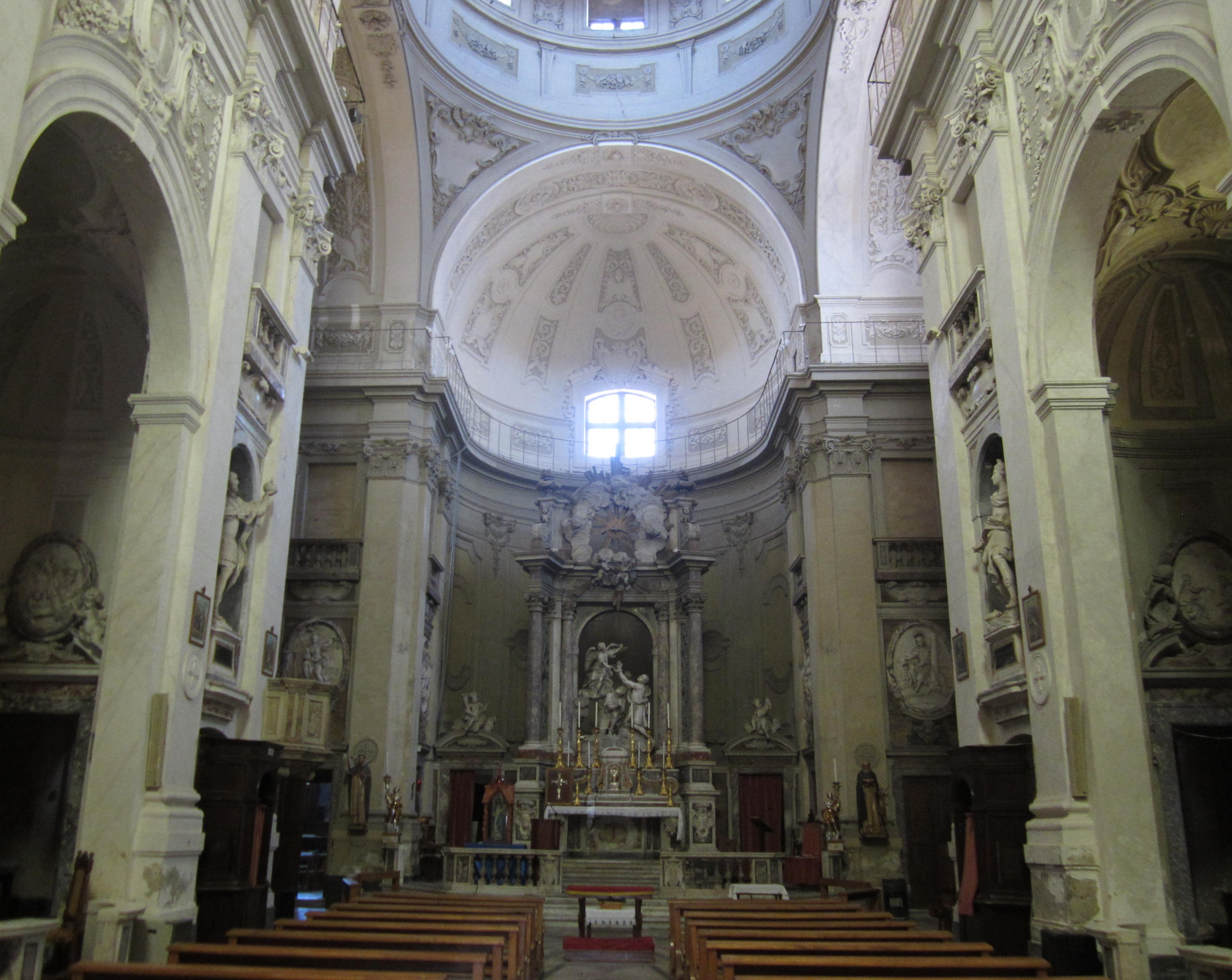
Interno

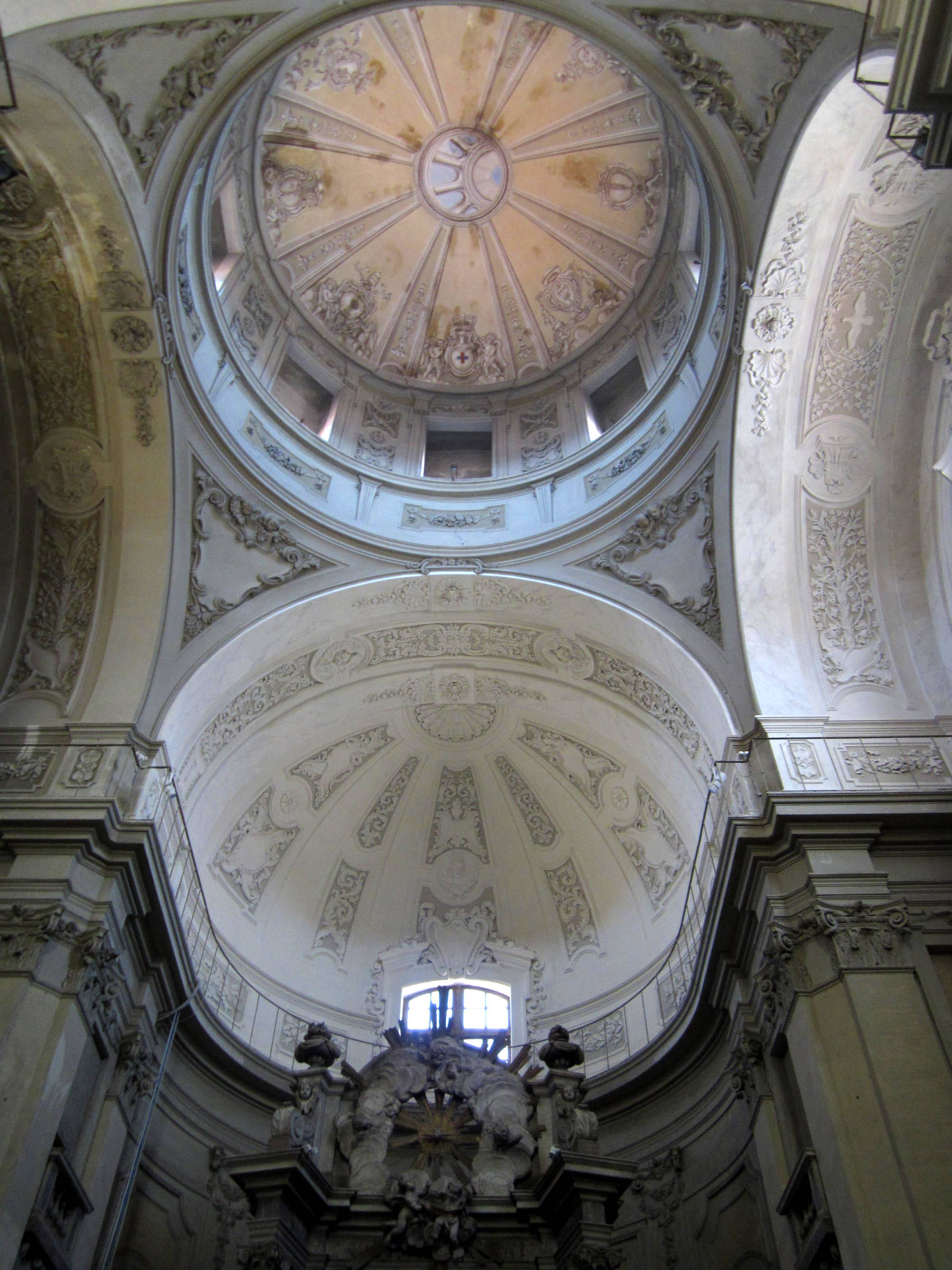
Cupola

All'esterno l'edificio presenta una mole non particolarmente elegante, con una facciata incompleta, priva del rivestimento marmoreo previsto in origine. Lungo i fianchi si osservano dei contrafforti che si concludono nel transetto; adiacente alla parete occidentale, oltre il ricostruito campanile, si trova invece la sede della scuola di Sant'Anna, un edificio sorto nel dopoguerra e che, a distanza di oltre mezzo secolo, presenta ancora un muro esterno non intonacato.
Il campanile, recentemente restaurato, ospita un concerto di 8 campane, di cui le 4 minori fisse e le e 4 maggiori inceppate a mezzoslancio per il suono a distesa. Sopra la cella campanaria, sui 4 lati della torre, vi sono i quadranti dell'orologio, retroilluminato per essere leggibile anche nelle ore notturne.
L'interno della chiesa invece è articolato secondo le forme barocche: la pianta infatti è a croce latina, con una splendida navata centrale coperta da una volta a botte e affiancata da piccole cappelle laterali adorne di marmi pregiati.
All'incrocio tra il transetto e la navata si apre una cupola circolare, che all'esterno invece è completamente nascosta da un tiburio ottagonale.
Numerosi altari si ergono lungo le cappelle, ma l'opera di maggior pregio custodita all'interno è senza dubbio il gruppo scultoreo de Gli schiavi liberati, di Giovanni Baratta, artista che aveva collaborato con Francesco Borromini: l'opera simboleggia la missione dei Trinitari e rappresenta un angelo intento a liberare due schiavi.
Da segnalare anche il raffinato pavimento marmoreo, dove sono presenti anche alcune lapidi sepolcrali, in particolare appartenenti a francesi. È inoltre da ricordare che dietro l'altare maggiore, sotto l'imponente gruppo marmoreo di Giovanni Baratta, trovò luogo il sepolcro del benefattore Francesco Terriesi, che, insieme al principe Ferdinando, fu il principale finanziatore dei lavori e delle opere di questa chiesa.